# Pont sur le Rhin d'Ottmarsheim

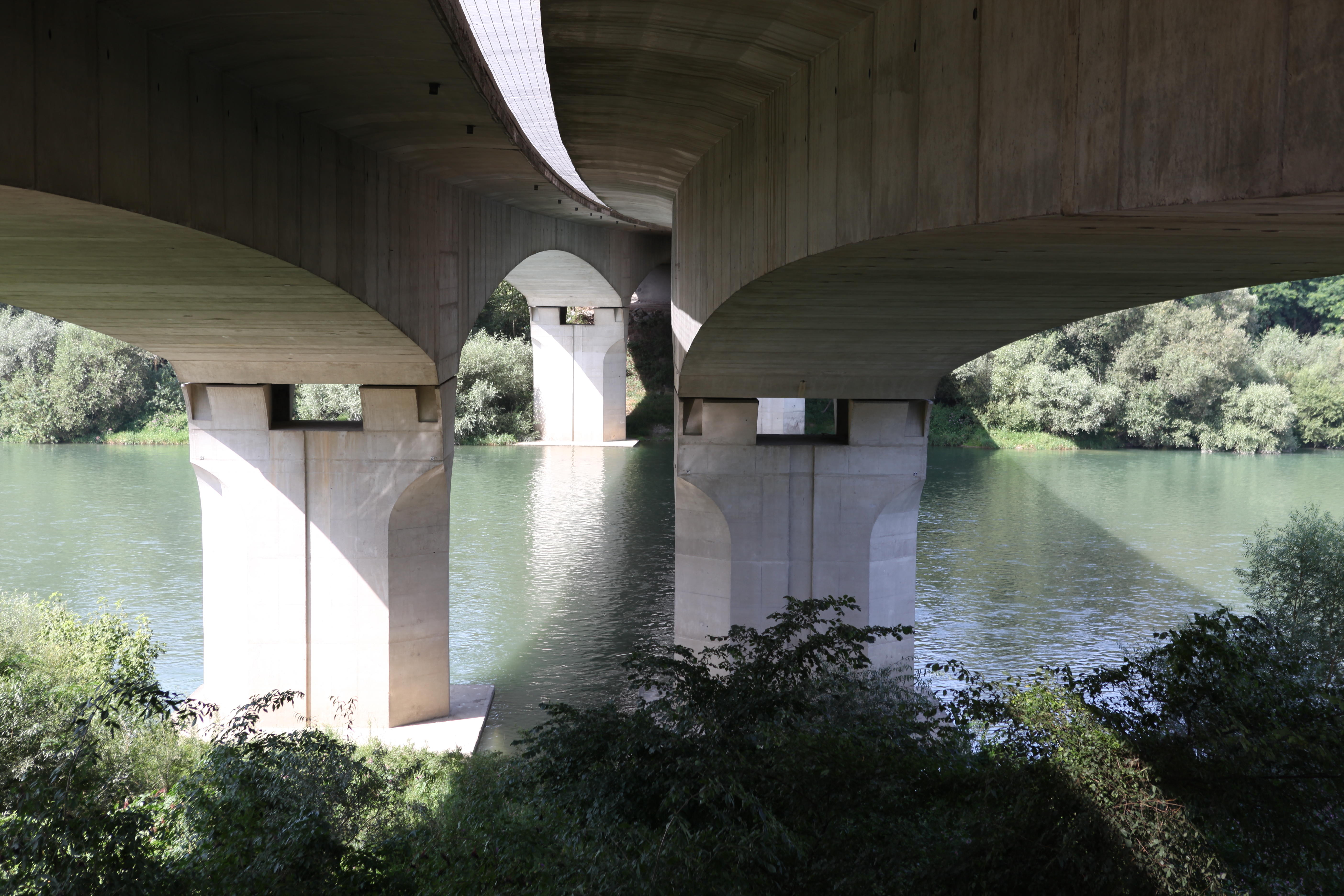
Vue du dessous du pont

Le pont sur le Rhin d'Ottmarsheim est un pont permettant le franchissement du Rhin et de la frontière franco-allemande entre la commune française d'Ottmarsheim et le village allemand de Steinenstadt, au kilomètre 194,3 du Rhin. Le pont établit la connexion entre l'autoroute 5 allemande et l'autoroute A36 française. En moyenne en 2003, 14 790 véhicules ont circulé quotidiennement sur ce pont.

## Histoire
Le 17 novembre 1977, un traité international ratifié à Paris entre la République fédérale allemande et la République française autorise la construction d'un pont transfrontalier sur le Rhin,. L'ensemble de la construction est effectuée par une société française sous le contrôle d'un maître d'ouvrage français, sous les réglementations et les normes françaises. Les dessins du projet sont effectués par la société française de gestion autoroutière SETRA (Service d'études technique, des routes et autoroutes). La structure est conçue par l'ingénieur français Jean-Paul Teyssandier, qui était aussi chargé de la conception des autoroutes françaises A35 et A36, ainsi que de la conception d'un pont sur le Grand canal d'Alsace. Les deux partenaires du contrat prennent chacun en charge la moitié des coûts de construction, initialement fixé à 22,5 millions de francs. La France prend également en charge le préfinancement de la construction de l'édifice. Le pont d'Ottmarsheim est ouvert à la circulation en 1981 ; il faisait alors partie des autoroutes 862 allemande et A36 française.

## Construction
Le pont est construit entre 1977 et 1979 par encorbellement et par assemblage de portions préfabriquées en béton précontraint.
Construit sur un plan au sol incliné, c'est un pont en poutre-caisson d'une longueur de 250 mètres et d'une largeur de poutre de 2 × 13,5 mètres. La chaussée du pont comporte trois voies pour chaque sens de circulation, soit six voies au total. La portée de l'édifice est de 70 mètres entre une pile et le bord et de 110 mètres entre deux piles. La superstructure du pont est légèrement voûtée ; la hauteur de cette voûte varie entre 7 mètres au-dessus des piles et 2,5 mètres au milieu du pont,.
À l'ouest du pont rhénan d'Ottmarsheim, l'A36 passe au-dessus du grand canal d'Alsace en empruntant un autre pont en béton précontraint d'une longueur de 429,5 mètres et d'une portée maximale de 171,9 mètres. Ce pont a été construit par assemblage de segments préfabriqués, composés principalement de béton léger.